# Hernán Darío Herrera
Hernán Darío Herrera Ramírez (Angelópolis, Antioquia, 28 de octubre de 1957), conocido como «El Arriero», es un exfutbolista y entrenador colombiano. Como jugador militó como mediocampista ofensivo para la Selección Colombia, Atlético Nacional y el América de Cali. Como entrenador se ha destacado en el Real Cartagena y desde 2013, dirigiendo en las Divisiones menores de Atlético Nacional. Actualmente es entrenador del Once Caldas de la Categoría Primera A de Colombia.
Con la selección de su país, disputó un total de 37 partidos entre 1979 y 1985, su debut lo hizo el 5 de septiembre de 1979 en el partido de Copa América contra Chile. 
Como entrenador ha dirigido al Real Cartagena, América de Cali y al Deportivo Pasto, todos estos equipos colombianos. En agosto de 2018 fue encargado como entrenador interino del mismo club, y logró conseguir el título de la Copa Colombia 2018. Entre marzo y septiembre nuevamente es interino consiguiendo el Torneo Apertura 2022.

## Plano personal
Hernán Darío "El Arriero" Herrera, nació en el municipio de Angelópolis, aunque se crio en Caldas, Antioquía. En ese municipio comenzó a jugar fútbol a la edad de 12 años con la Selección Antioquia, fue tal el desempeño, que lo convocaron faltando apenas una semana para el zonal que se jugaría en Santa Marta. Con apenas 3 años de proceso formativo y siendo todavía un adolescente llegó al profesionalismo en Atlético Nacional.
El Arriero, fue concuñado del también exfutbolista y entrenador Pedro Sarmiento.

## Trayectoria como jugador

### Atlético Nacional
Debutó muy joven en Atlético Nacional a finales de la temporada 1975, jugó algunos minutos en 1976 y se hizo titular inamovible desde el comienzo de 1977 y durante las ocho temporadas que jugó en Nacional, donde salió campeón en 1976 y 1981.

### América de Cali
Después de su paso por Nacional Llegó al América de Cali en 1985 , donde jugó hasta su retiro en 1992. Obtuvo tres subcampeonatos de la Copa Libertadores de América en los años 1985, 1986 y 1987 y cuatro títulos colombianos en los años 1985, 1986, 1990 y 1992.

### Selección Colombia
En la Selección Colombia estuvo cerca de 10 años, debutó el 5 de septiembre de 1979 en el partido de Copa América contra Chile. Compartió equipo con Willington Ortiz y Diego Umaña, participó en la Copa América y en eliminatorias. Jugó 37 partidos entre 1979 hasta 1985 y anotó 10 goles

## Trayectoria como entrenador
Debutó como entrenador dirigiendo al Univalle en la temporada 1998 de la Segunda División del fútbol colombiano, posteriormente dirige al Real Cartagena quedando campeón de esa categoría en 1999 y 2004. Luego dirigió América de Cali en Primera División y al Deportivo Pasto en la B, todos estos equipos colombianos. 
El 21 de enero de 2013 llega a las Divisiones menores de Atlético Nacional junto con Nixon Perea y Milton Patiño, entre agosto y noviembre de 2018 fue elegido DT encargado del plantel oficial tras la renuncia de Jorge Almirón, igualmente volvería a ocupar el cargo desde el 4 de marzo de 2022 tras el despido de Alejandro Restrepo, coronándose campeón y siendo el técnico campeón con el salario más bajo del torneo, cabe advertir que al poner en evidencia esta circunstancia a los medios de comunicación las directivas del club decidieron despedirlo.

## Clubes[11]

### Como jugador
| Club               | País              | Año               | Partidos | Goles |
| ------------------ | ----------------- | ----------------- | -------- | ----- |
| Atlético Nacional  | Colombia          | 1975-1984         | 354      | 73    |
| América de Cali    | Colombia          | 1985-1992         | 193      | 35    |
| Total clubes       | Total clubes      | Total clubes      | 547      | 108   |
| Selección Colombia | Colombia          | 1979-1985         | 37       | 10    |
| Consolidado total  | Consolidado total | Consolidado total | 584      | 118   |

### Como asistente técnico
| Club              | País     | Año  | AT de:          |
| ----------------- | -------- | ---- | --------------- |
| Deportivo Pereira | Colombia | 2009 | Pedro Sarmiento |
| Once Caldas       | Colombia | 2023 | Pedro Sarmiento |

### Como formador
| Club                                    | País     | Año       |
| --------------------------------------- | -------- | --------- |
| Escuela de Fútbol Herrera Juniors       | Colombia | 1993-1998 |
| Divisiones menores de Atlético Nacional | Colombia | 2013-2023 |

### Como entrenador
| Club                                      | Desde                   | Hasta                   | Partidos    | Partidos    | Partidos    | Partidos    | Partidos    |
| Club                                      | Desde                   | Hasta                   | PJ          | PG          | PE          | PP          | Rendimiento |
| ----------------------------------------- | ----------------------- | ----------------------- | ----------- | ----------- | ----------- | ----------- | ----------- |
| Univalle · Colombia                       | 1998                    | 1998                    | Desconocido | Desconocido | Desconocido | Desconocido | Desconocido |
| Real Cartagena · Colombia                 | 1 de enero de 1999      | 31 de diciembre de 2000 | 76          | 34          | 18          | 24          | 52.63%      |
| Real Cartagena · Colombia                 | 10 de mayo de 2004      | 31 de diciembre de 2005 | 75          | 35          | 15          | 25          | 53.34%      |
| América de Cali · Colombia                | 1 de enero de 2006      | 21 de mayo de 2006      | 18          | 8           | 3           | 7           | 50%         |
| Atlético Bucaramanga · Colombia           | 1 de julio de 2006      | 12 de noviembre de 2006 | 18          | 4           | 4           | 10          | 29.63%      |
| Real Cartagena · Colombia                 | 7 de agosto de 2007     | 26 de abril de 2008     | 30          | 5           | 11          | 14          | 28.89%      |
| Real Cartagena · Colombia                 | Total Real Cartagena    | Total Real Cartagena    | 181         | 74          | 44          | 63          | 48.94%      |
| Deportivo Pasto · Colombia                | 4 de enero de 2010      | 20 de abril de 2010     | 13          | 5           | 3           | 5           | 46.15%      |
| Atlético Nacional · (interino) · Colombia | 30 de agosto de 2018    | 2 de noviembre de 2018  | 20          | 10          | 6           | 4           | 60%         |
| Atlético Nacional · (interino) · Colombia | 1 de marzo de 2022      | 6 de septiembre de 2022 | 35          | 15          | 13          | 7           | 55.24%      |
| Atlético Nacional · (interino) · Colombia | Total Atlético Nacional | Total Atlético Nacional | 55          | 25          | 19          | 11          | 56.97%      |
| Once Caldas · Colombia                    | 23 de octubre de 2023   | Presente                | 99          | 43          | 24          | 32          | 51.51%      |
| Consolidado Total                         | Consolidado Total       | Consolidado Total       | 384         | 159         | 97          | 128         | 49.83%      |

## Palmarés
Como jugador
| Título           | Club              | País     | Año  |
| ---------------- | ----------------- | -------- | ---- |
| Primera División | Atlético Nacional | Colombia | 1976 |
| Primera División | Atlético Nacional | Colombia | 1981 |
| Primera División | América de Cali   | Colombia | 1985 |
| Primera División | América de Cali   | Colombia | 1986 |
| Primera División | América de Cali   | Colombia | 1990 |
| Primera División | América de Cali   | Colombia | 1992 |

Como entrenador
| Título          | Club              | País     | Año  |
| --------------- | ----------------- | -------- | ---- |
| Primera B       | Real Cartagena    | Colombia | 1999 |
| Primera B       | Real Cartagena    | Colombia | 2004 |
| Copa Colombia   | Atlético Nacional | Colombia | 2018 |
| Torneo Apertura | Atlético Nacional | Colombia | 2022 |